# Ерні Еверт
Ерні Еверт (англ. Ernie Ewert; нар. 5 червня 1954) — колишній австралійський тенісист.
Найвищим досягненням на турнірах Великого шолома були чвертьфінали в парному та змішаному парному розрядах.

## Титули на челленджерах

### Парний розряд: (4)
| Ранг | Рік  | Турнір                  | Покриття | Партнер      | Суперники                         | Рахунок       |
| ---- | ---- | ----------------------- | -------- | ------------ | --------------------------------- | ------------- |
| 1.   | 1979 | Галатіна, Італія        | Ґрунт    | Кліфф Летчер | Густаво Герреро Алехандро П'єрола | 6–2, 6–2      |
| 2.   | 1979 | Біарриц, Франція        | Ґрунт    | Віктор Ік    | Ерве Говен Жером Ваньє            | 6–1, 6–4, 6–1 |
| 3.   | 1980 | Козенца, Італія         | Ґрунт    | Бред Гван    | Ісмаїл Ель-Шафей Рікардо Ікаса    | 7–6, 6–3      |
| 4.   | 1980 | Мессіна (місто), Італія | Ґрунт    | Бред Гван    | Джанні Маркетті Енцо Ваттуоне     | 6–3, 6–4      |